# TvOS
Pour les articles homonymes, voir Apple TV.
tvOS, anciennement Apple TV Software est le système d'exploitation développé par Apple pour la deuxième génération de l'Apple TV et appareils ultérieurs. Il est basé sur le système d'exploitation iOS et ont plusieurs similitudes dont les frameworks, les technologies et les concepts.
L'Apple TV Software pour les Apple TV de deuxième et troisième génération possède plusieurs applications préinstallées mais ne peut cependant pas télécharger des applications tierces. Sur la quatrième génération de l'Apple TV, il est possible de télécharger des applications tierces via l'App Store. 
Le 9 septembre 2015, lors de l'événement d'Apple de septembre, Apple a annoncé la quatrième génération de l'Apple TV, dont le support des applications tierces. Apple changea également le nom pour devenir « tvOS », adoptant la nomenclature camel case, qui était déjà utilisée pour iOS et watchOS.

## Description
Le système d'exploitation est basé sur iOS. Le système permet d'utiliser Siri, de télécharger des applications depuis l'App Store TV, de regarder des séries et films ou encore d'écouter de la musique sur Apple Music. Un SDK est mis à disposition par Apple aux développeurs ayant reçu une Apple TV de 4e génération.

## Historique des versions
| Légende : | Obsolète | Abandonné | Pris en charge | Actuelle | Bêta |

### Apple TV Software 4
| Tableau des versions : Apple TV Software 4.x | Tableau des versions : Apple TV Software 4.x | Tableau des versions : Apple TV Software 4.x | Tableau des versions : Apple TV Software 4.x | Tableau des versions : Apple TV Software 4.x |
| -------------------------------------------- | -------------------------------------------- | -------------------------------------------- | -------------------------------------------- | -------------------------------------------- |
| \| Famille des Apple TV : - 2e génération \| |                                              |                                              |                                              |                                              |
| Version de Apple TV software                 | Basé sur la version iOS                      | Build                                        | Date de sortie                               | Fonctionnalités                              |
| 4.0                                          | 4.1                                          | 8M89                                         | 1er septembre 2010 ; il y a 14 ans           |                                              |
| 4.1                                          | 4.2                                          | 8C150 (1539)                                 | 22 novembre 2010 ; il y a 14 ans             |                                              |
| 4.1.1                                        | 4.2.1                                        | 8C154 (1553)                                 | 14 décembre 2010 ; il y a 14 ans             |                                              |
| 4.2                                          | 4.3                                          | 8F191m (2060)                                | 9 mars 2011 ; il y a 14 ans                  |                                              |
| 4.2.1                                        | 4.3                                          | 8F202 (2100)                                 | 22 mars 2011 ; il y a 14 ans                 |                                              |
| 4.2.2                                        | 4.3                                          | 8F305 (2203)                                 | 11 mai 2011 ; il y a 14 ans                  |                                              |
| 4.3                                          | 4.3                                          | 8F455 (2557)                                 | 1er août 2011 ; il y a 14 ans                |                                              |
| 4.4                                          | 5.0                                          | 9A334v (3140)                                | 12 octobre 2011 ; il y a 13 ans              |                                              |
| 4.4.1                                        | 5.0                                          | 9A335a (3150)                                | 17 octobre 2011 ; il y a 13 ans              |                                              |
| 4.4.2                                        | 5.0                                          | 9A336a (3160)                                | 24 octobre 2011 ; il y a 13 ans              |                                              |
| 4.4.3                                        | 5.0.1                                        | 9A405l (3323)                                | 17 novembre 2011 ; il y a 13 ans             |                                              |
| 4.4.4                                        | 5.0.1                                        | 9A406a (3330)                                | 15 décembre 2011 ; il y a 13 ans             |                                              |
| Famille des Apple TV : - 2e génération       |                                              |                                              |                                              |                                              |

### Apple TV Software 5
| Tableau des versions : Apple TV Software 5.x                 | Tableau des versions : Apple TV Software 5.x | Tableau des versions : Apple TV Software 5.x | Tableau des versions : Apple TV Software 5.x | Tableau des versions : Apple TV Software 5.x |
| ------------------------------------------------------------ | -------------------------------------------- | -------------------------------------------- | -------------------------------------------- | -------------------------------------------- |
| \| Famille des Apple TV : - 2e génération - 3e génération \| |                                              |                                              |                                              |                                              |
| Version de Apple TV software                                 | Basé sur la version iOS                      | Build                                        | Date de sortie                               | Fonctionnalités                              |
| 5.0                                                          | 5.1                                          | 9B179b (4099)                                | 7 mars 2012 ; il y a 13 ans                  |                                              |
| 5.0.1                                                        | 5.1.1                                        | 9B206f (4224)                                | 10 mai 2012 ; il y a 13 ans                  |                                              |
| 5.1.1                                                        | 5.0.2                                        | 9B830 (4250)                                 | 5 juin 2012 ; il y a 13 ans                  |                                              |
| 5.1                                                          | 6.0                                          | 10A406E (5201)                               | 24 septembre 2012 ; il y a 12 ans            |                                              |
| 5.1.1                                                        | 6.0.1                                        | 10A831 (5433)                                | 29 novembre 2012 ; il y a 12 ans             |                                              |
| 5.2                                                          | 6.1                                          | 10B144b (6010.96)                            | 28 janvier 2013 ; il y a 12 ans              |                                              |
| 5.2.1                                                        | 6.1.3                                        | 10B329a (6025)                               | 19 mars 2013 ; il y a 12 ans                 |                                              |
| 5.3                                                          | 6.1.4                                        | 10B809 (6105)                                | 19 juin 2013 ; il y a 12 ans                 |                                              |
| Famille des Apple TV : - 2e génération - 3e génération       |                                              |                                              |                                              |                                              |

### Apple TV Software 6
| Tableau des versions : Apple TV Software 6.x                 | Tableau des versions : Apple TV Software 6.x | Tableau des versions : Apple TV Software 6.x | Tableau des versions : Apple TV Software 6.x | Tableau des versions : Apple TV Software 6.x |
| ------------------------------------------------------------ | -------------------------------------------- | -------------------------------------------- | -------------------------------------------- | -------------------------------------------- |
| \| Famille des Apple TV : - 2e génération - 3e génération \| |                                              |                                              |                                              |                                              |
| Version de Apple TV software                                 | Basé sur la version iOS                      | Build                                        | Date de sortie                               | Fonctionnalités                              |
| 6.0                                                          | 7.0.1                                        | 11A470e                                      | 29 octobre 2013 ; il y a 11 ans              |                                              |
| 6.0                                                          | 7.0.2                                        | 11A502                                       | 29 octobre 2013 ; il y a 11 ans              |                                              |
| 6.0.1                                                        | 7.0.3                                        | 11B511d                                      | 25 octobre 2013 ; il y a 11 ans              |                                              |
| 6.0.2                                                        | 7.0.4                                        | 11B554a                                      | 14 novembre 2013 ; il y a 11 ans             |                                              |
| 6.0.2                                                        | 7.0.6                                        | 11B651                                       | 14 novembre 2013 ; il y a 11 ans             |                                              |
| 6.1                                                          | 7.1                                          | 11D169b                                      | 10 mars 2014 ; il y a 11 ans                 |                                              |
| 6.1.1                                                        | 7.1.1                                        | 11D201c                                      | 22 avril 2014 ; il y a 11 ans                |                                              |
| 6.2                                                          | 7.1.2                                        | 11D257c                                      | 30 juin 2014 ; il y a 11 ans                 |                                              |
| Famille des Apple TV : - 2e génération - 3e génération       |                                              |                                              |                                              |                                              |

### Apple TV Software 7
| Tableau des versions : Apple TV Software 7.x                     | Tableau des versions : Apple TV Software 7.x | Tableau des versions : Apple TV Software 7.x | Tableau des versions : Apple TV Software 7.x | Tableau des versions : Apple TV Software 7.x |
| ---------------------------------------------------------------- | -------------------------------------------- | -------------------------------------------- | -------------------------------------------- | -------------------------------------------- |
| \| Famille des Apple TV : - 3e génération \|                     |                                              |                                              |                                              |                                              |
| Version de l’Apple TV software                                   | Basé sur la version iOS                      | Build                                        | Date de sortie                               | Fonctionnalités                              |
| 7.0                                                              | 8.0                                          | 12A365b                                      | 17 septembre 2014 ; il y a 10 ans            |                                              |
| 7.0.1                                                            | 8.1                                          | 12B410a                                      | 20 octobre 2014 ; il y a 10 ans              |                                              |
| 7.2                                                              | 8.1.1                                        | 12B435                                       | 17 novembre 2014 ; il y a 10 ans             |                                              |
| 7.0.3                                                            | 8.1.3                                        | 12B466                                       | 27 janvier 2015 ; il y a 10 ans              |                                              |
| 7.1                                                              | 8.2                                          | 12D508                                       | 9 mars 2015 ; il y a 10 ans                  |                                              |
| 7.2                                                              | 8.3                                          | 12F69                                        | 8 avril 2015 ; il y a 10 ans                 |                                              |
| Mises à jour publiées après la sortie d'Apple TV (4e génération) |                                              |                                              |                                              |                                              |
| 7.2.1                                                            | 8.4                                          | 12H523                                       | 25 février 2016 ; il y a 9 ans               |                                              |
| 7.2.2                                                            | 8.4.1                                        | 12H606                                       | 12 décembre 2016 ; il y a 8 ans              |                                              |
| 7.3                                                              | 8.4.2                                        | 12H847                                       | 5 mai 2019 ; il y a 6 ans                    |                                              |
| 7.3.1                                                            | 8.4.2                                        | 12H864                                       | 22 juillet 2019 ; il y a 6 ans               |                                              |
| 7.4                                                              | 8.4.3                                        | 12H876                                       | 24 septembre 2019 ; il y a 5 ans             |                                              |
| 7.5                                                              | 8.4.4                                        | 12H885                                       | 24 mars 2020 ; il y a 5 ans                  |                                              |
| 7.6                                                              | 8.4.5                                        | 12H903                                       | 16 septembre 2020 ; il y a 4 ans             |                                              |
| 7.6.2                                                            | 8.4.6                                        | 12H914                                       | 14 décembre 2020 ; il y a 4 ans              |                                              |
| 7.7                                                              | 8.4.7                                        | 12H923                                       | 26 avril 2021 ; il y a 4 ans                 |                                              |
| 7.8                                                              | 8.4.8                                        | 12H937                                       | 20 septembre 2021 ; il y a 3 ans             |                                              |
| 7.9                                                              | 8.4.9                                        | 12H1006                                      | 14 mars 2022 ; il y a 3 ans                  |                                              |
| Famille des Apple TV : - 3e génération                           |                                              |                                              |                                              |                                              |

### tvOS 9
| Tableau des versions : tvOS 9.x   | Tableau des versions : tvOS 9.x | Tableau des versions : tvOS 9.x | Tableau des versions : tvOS 9.x | Tableau des versions : tvOS 9.x |
| --------------------------------- | ------------------------------- | ------------------------------- | ------------------------------- | ------------------------------- |
| \| Famille des Apple TV : - HD \| |                                 |                                 |                                 |                                 |
| Version de tvOS                   | Basé sur la version iOS         | Build                           | Date de sortie                  | Fonctionnalités                 |
| 9.0                               | 9.0                             | 13T396                          | 29 octobre 2015 ; il y a 9 ans  |                                 |
| 9.0.1                             | 9.1                             | 13T402                          | 9 novembre 2015 ; il y a 9 ans  |                                 |
| 9.1                               | 9.2                             | 13U85                           | 8 décembre 2015 ; il y a 9 ans  |                                 |
| 9.1.1                             | 9.2.1                           | 13U717                          | 25 janvier 2016 ; il y a 9 ans  |                                 |
| 9.2                               | 9.3                             | 13Y234                          | 21 mars 2016 ; il y a 9 ans     |                                 |
| 9.2.1                             | 9.3.2                           | 13Y772                          | 16 mai 2016 ; il y a 9 ans      |                                 |
| 9.2.2                             | 9.3.3                           | 13Y825                          | 18 juillet 2016 ; il y a 9 ans  |                                 |
| Famille des Apple TV : - HD       |                                 |                                 |                                 |                                 |

### tvOS 10
| Tableau des versions : tvOS 10.x  | Tableau des versions : tvOS 10.x | Tableau des versions : tvOS 10.x | Tableau des versions : tvOS 10.x                                                | Tableau des versions : tvOS 10.x |
| --------------------------------- | -------------------------------- | -------------------------------- | ------------------------------------------------------------------------------- | -------------------------------- |
| \| Famille des Apple TV : - HD \| |                                  |                                  |                                                                                 |                                  |
| Version de tvOS                   | Basé sur la version iOS          | Build                            | Date de sortie                                                                  | Fonctionnalités                  |
| 10.0                              | 10.0                             | 14T330                           | 13 septembre 2016 ; il y a 8 ans                                                |                                  |
| 10.0.1                            | 10.1                             | 14U71 14U100                     | 24 octobre 2016 ; il y a 8 ans (14U71) 14 novembre 2016 ; il y a 8 ans (14U100) |                                  |
| 10.1                              | 10.2                             | 14U593                           | 12 décembre 2016 ; il y a 8 ans                                                 |                                  |
| 10.1.1                            | 10.2.1                           | 14U712a                          | 23 janvier 2017 ; il y a 8 ans                                                  |                                  |
| 10.2                              | 10.3                             | 14W265                           | 27 mars 2017 ; il y a 8 ans                                                     |                                  |
| 10.2.1                            | 10.3.2                           | 14W585a                          | 15 mai 2017 ; il y a 8 ans                                                      |                                  |
| 10.2.2                            | 10.3.3                           | 14W756                           | 19 juillet 2017 ; il y a 8 ans                                                  |                                  |
| Famille des Apple TV : - HD       |                                  |                                  |                                                                                 |                                  |

### tvOS 11
| Tableau des versions : tvOS 11.x                      | Tableau des versions : tvOS 11.x | Tableau des versions : tvOS 11.x | Tableau des versions : tvOS 11.x | Tableau des versions : tvOS 11.x |
| ----------------------------------------------------- | -------------------------------- | -------------------------------- | -------------------------------- | -------------------------------- |
| \| Famille des Apple TV : - HD - 4K 1re génération \| |                                  |                                  |                                  |                                  |
| Version de tvOS                                       | Basé sur la version iOS          | Build                            | Date de sortie                   | Fonctionnalités                  |
| 11.0                                                  | 11.0                             | 15J381                           | 19 septembre 2017 ; il y a 7 ans |                                  |
| 11.1                                                  | 11.1                             | 15J582                           | 31 octobre 2017 ; il y a 7 ans   |                                  |
| 11.2                                                  | 11.2                             | 15K106                           | 4 décembre 2017 ; il y a 7 ans   |                                  |
| 11.2.1                                                | 11.2.1                           | 15K152                           | 13 décembre 2017 ; il y a 7 ans  |                                  |
| 11.2.5                                                | 11.1.4                           | 15K552                           | 23 janvier 2018 ; il y a 7 ans   |                                  |
| 11.2.6                                                | 11.2.6                           | 15K600                           | 19 février 2018 ; il y a 7 ans   |                                  |
| 11.3                                                  | 11.3                             | 15L211                           | 29 mars 2018 ; il y a 7 ans      |                                  |
| 11.4                                                  | 11.4                             | 15L577                           | 29 mai 2018 ; il y a 7 ans       |                                  |
| 11.4.1                                                | 11.4.1                           | 15M73                            | 9 juillet 2018 ; il y a 7 ans    |                                  |
| Famille des Apple TV : - HD - 4K 1re génération       |                                  |                                  |                                  |                                  |

### tvOS 12
| Tableau des versions : tvOS 12.x                      | Tableau des versions : tvOS 12.x | Tableau des versions : tvOS 12.x | Tableau des versions : tvOS 12.x | Tableau des versions : tvOS 12.x |
| ----------------------------------------------------- | -------------------------------- | -------------------------------- | -------------------------------- | -------------------------------- |
| \| Famille des Apple TV : - HD - 4K 1re génération \| |                                  |                                  |                                  |                                  |
| Version de tvOS                                       | Basé sur la version iOS          | Build                            | Date de sortie                   | Fonctionnalités                  |
| 12.0                                                  | 12.0                             | 16J364                           | 17 septembre 2018 ; il y a 6 ans |                                  |
| 12.0.1                                                | 12.0                             | 16J380                           | 24 septembre 2018 ; il y a 6 ans |                                  |
| 12.1                                                  | 12.1                             | 16J602                           | 30 octobre 2018 ; il y a 6 ans   |                                  |
| 12.1.1                                                | 12.1.1                           | 16K45                            | 5 décembre 2018 ; il y a 6 ans   |                                  |
| 12.1.2                                                | 12.1.3                           | 16K534                           | 22 janvier 2019 ; il y a 6 ans   |                                  |
| 12.2                                                  | 12.2                             | 16L226                           | 25 mars 2019 ; il y a 6 ans      |                                  |
| 12.2.1                                                | 12.2                             | 16L250                           | 10 avril 2019 ; il y a 5 ans     |                                  |
| 12.3                                                  | 12.3                             | 16M153                           | 13 mai 2019 ; il y a 6 ans       |                                  |
| 12.4                                                  | 12.4.1                           | 16M568                           | 22 juillet 2019 ; il y a 6 ans   |                                  |
| 12.4.1                                                | 12.4.1                           | 16M600                           | 26 août 2019 ; il y a 5 ans      |                                  |
| Famille des Apple TV : - HD - 4K 1re génération       |                                  |                                  |                                  |                                  |

### tvOS 13
| Tableau des versions : tvOS 13.x                      | Tableau des versions : tvOS 13.x | Tableau des versions : tvOS 13.x | Tableau des versions : tvOS 13.x | Tableau des versions : tvOS 13.x |
| ----------------------------------------------------- | -------------------------------- | -------------------------------- | -------------------------------- | -------------------------------- |
| \| Famille des Apple TV : - HD - 4K 1re génération \| |                                  |                                  |                                  |                                  |
| Version de tvOS                                       | Basé sur la version iOS          | Build                            | Date de sortie                   | Fonctionnalités                  |
| 13.0                                                  | 13.1                             | 17J586                           | 24 septembre 2019 ; il y a 5 ans |                                  |
| 13.2                                                  | 13.2                             | 17K82                            | 28 octobre 2019 ; il y a 5 ans   |                                  |
| 13.3                                                  | 13.3                             | 17K449                           | 10 décembre 2019 ; il y a 5 ans  |                                  |
| 13.3.1                                                | 13.3.1                           | 17K795                           | 28 janvier 2020 ; il y a 5 ans   |                                  |
| 13.4                                                  | 13.4                             | 17L256                           | 24 mars 2020 ; il y a 5 ans      |                                  |
| 13.4.5                                                | 13.5                             | 17L562                           | 20 mai 2020 ; il y a 5 ans       |                                  |
| 13.4.6                                                | 13.5.1                           | 17L570                           | 1er juin 2020 ; il y a 5 ans     |                                  |
| 13.4.8                                                | 13.6                             | 17M61                            | 15 juillet 2020 ; il y a 5 ans   |                                  |
| Famille des Apple TV : - HD - 4K 1re génération       |                                  |                                  |                                  |                                  |

### tvOS 14
| Tableau des versions : tvOS 14.x                                       | Tableau des versions : tvOS 14.x | Tableau des versions : tvOS 14.x | Tableau des versions : tvOS 14.x | Tableau des versions : tvOS 14.x |
| ---------------------------------------------------------------------- | -------------------------------- | -------------------------------- | -------------------------------- | -------------------------------- |
| \| Famille des Apple TV : - HD - 4K (1re génération, 2e génération) \| |                                  |                                  |                                  |                                  |
| Version de tvOS                                                        | Build                            | Date de sortie                   | Fonctionnalités                  |                                  |
| 14.0                                                                   | 18J386                           | 16 septembre 2020 ; il y a 4 ans |                                  |                                  |
| 14.0.1                                                                 | 18J400                           | 24 septembre 2020 ; il y a 4 ans |                                  |                                  |
| 14.0.2                                                                 | 18J411                           | 5 octobre 2020 ; il y a 4 ans    |                                  |                                  |
| 14.2                                                                   | 18K57                            | 5 novembre 2020 ; il y a 4 ans   |                                  |                                  |
| 14.3                                                                   | 18K561                           | 14 décembre 2020 ; il y a 4 ans  |                                  |                                  |
| 14.4                                                                   | 18K802                           | 26 janvier 2021 ; il y a 4 ans   |                                  |                                  |
| 14.5                                                                   | 18L204                           | 26 avril 2021 ; il y a 4 ans     |                                  |                                  |
| 14.6                                                                   | 18L569                           | 24 mai 2021 ; il y a 4 ans       |                                  |                                  |
| 14.7                                                                   | 18M60                            | 19 juillet 2021 ; il y a 4 ans   |                                  |                                  |
| Famille des Apple TV : - HD - 4K (1re génération, 2e génération)       |                                  |                                  |                                  |                                  |

### tvOS 15
| Tableau des versions : tvOS 15.x                                       | Tableau des versions : tvOS 15.x | Tableau des versions : tvOS 15.x | Tableau des versions : tvOS 15.x         | Tableau des versions : tvOS 15.x |
| ---------------------------------------------------------------------- | -------------------------------- | -------------------------------- | ---------------------------------------- | -------------------------------- |
| \| Famille des Apple TV : - HD - 4K (1re génération, 2e génération) \| |                                  |                                  |                                          |                                  |
| Version de tvOS                                                        | Build                            | Date de sortie                   | Fonctionnalités                          |                                  |
| 15.0                                                                   | 19J346                           | le 14 septembre 2021             |                                          |                                  |
| 15.1                                                                   | 19J572                           | le 25 octobre 2021               |                                          |                                  |
| 15.1.1                                                                 | 19J581                           | le 1 novembre 2021               |                                          |                                  |
| 15.2                                                                   | 19K53                            | le 13 décembre 2021              |                                          |                                  |
| 15.3                                                                   | 19K547                           | le 26 janvier 2022               | - Règle plusieurs problèmes de securité. |                                  |
| 15.4                                                                   | 19L440                           | le 14 mars 2022                  | - Règle plusieurs problèmes de securité. |                                  |
| 15.4.1                                                                 | 19L452                           | le 31 mars 2022                  |                                          |                                  |
| 15.5                                                                   | 19L570                           | le 16 mai 2022                   |                                          |                                  |
| 15.5.1                                                                 | 19L580                           | le 25 mai 2022                   |                                          |                                  |
| 15.6                                                                   | 19M65                            | le 20 juillet 2022               |                                          |                                  |
| Famille des Apple TV : - HD - 4K (1re génération, 2e génération)       |                                  |                                  |                                          |                                  |

### tvOS 16
| Tableau des versions : tvOS 16.x                                                      | Tableau des versions : tvOS 16.x | Tableau des versions : tvOS 16.x | Tableau des versions : tvOS 16.x                                                                                    | Tableau des versions : tvOS 16.x |
| ------------------------------------------------------------------------------------- | -------------------------------- | -------------------------------- | --- | -------------------------------- |
| \| Famille des Apple TV : - HD - 4K (1re génération, 2e génération, 3e génération) \| |                                  |                                  | |                                  |
| Version de tvOS                                                                       | Build                            | Date de sortie                   | Fonctionnalités |                                  |
| 16.0                                                                                  | 20J373                           | le 12 septembre 2022             | |                                  |
| 16.1                                                                                  | 20K71                            | le 24 octobre 2022               | |                                  |
| 16.1.1                                                                                | 20K80                            | le 16 novembre 2022              | |                                  |
| 16.2                                                                                  | 20K362                           | le 13 décembre 2022              | |                                  |
| 16.3                                                                                  | 20K650                           | le 24 janvier 2023               | |                                  |
| 16.3.1                                                                                | 20K661                           | le 6 février 2023                | |                                  |
| 16.3.2                                                                                | 20K672                           | le 13 février 2023               | |                                  |
| 16.3.3                                                                                | 20K680                           | le 6 mars 2023                   | Cette mise-à-jour règle un problème où la télécommande Siri peut ne plus répondre sur Apple TV 4K (3rd generation). |                                  |
| 16.4                                                                                  | 20L497                           | le 21 mars 2023                  | |                                  |
| 16.4.1                                                                                | 20L498                           | le 12 avril 2023                 | |                                  |
| 16.5                                                                                  | 20L563                           | le 18 mai 2023                   | |                                  |
| 16.6                                                                                  | 20M73                            | le 24 juillet 2023               | |                                  |
| Famille des Apple TV : - HD - 4K (1re génération, 2e génération, 3e génération)       |                                  |                                  | |                                  |

### tvOS 17
| Tableau des versions : tvOS 17.x                                                      | Tableau des versions : tvOS 17.x | Tableau des versions : tvOS 17.x | Tableau des versions : tvOS 17.x |
| ------------------------------------------------------------------------------------- | -------------------------------- | -------------------------------- | --- |
| \| Famille des Apple TV : - HD - 4K (1re génération, 2e génération, 3e génération) \| |                                  |                                  | |
| Version de tvOS                                                                       | Build                            | Date de sortie                   | Fonctionnalités |
| 17.0                                                                                  | 21J354                           | le 12 septembre 2023             | - Ajoute prise en charge de FaceTime sur Apple TV 4K avec un iPhone ou iPad couplé, avec prise en charge de Center Stage et Split View - Ajoute la possibilité de localiser une Siri Remote (2nd generation) avec un iPhone ou iPad couplé - Ajoute un centre de contrôle repensé - Ajoute des plans personnalisés, empilements et audio focus sur Apple Fitness+ - Audio/video: - Ajoute la prise en charge de Dolby Vision 8.1 sur Apple TV 4K - Enhance Dialogue Enhance Dialogue pour augmenter le volume des dialogues sur Apple TV 4K couplé avec HomePod (2e génération) - Développeur: - Ajoute la prise en charge des applications de visioconférence tierces - Ajoute la prise en charge de VPNs |
| 17.1                                                                                  | 21K69                            | le 25 octobre 2023               | |
| 17.2                                                                                  | 21K365                           | le 11 décembre 2023              | |
| 17.3                                                                                  | 21K646                           | le 22 janvier 2024               | |
| 17.4                                                                                  | 21L227                           | le 4 mars 2024                   | |
| 17.5                                                                                  | 21L569                           | le 13 mai 2024                   | |
| 17.5.1                                                                                | 21L580                           | le 21 mai 2024                   | Cette mise à jour corrige un problème rare qui pouvait entraîner la réapparition dans la photothèque de photos corrompues dans la base de données, même si celles-ci avaient été supprimées. |
| 17.6                                                                                  | 21M71                            | le 29 juillet 2024               | |
| 17.6.1                                                                                | 21M80                            | le 19 août 2024                  | |
| Famille des Apple TV : - HD - 4K (1re génération, 2e génération, 3e génération)       |                                  |                                  | |

### tvOS 18
| Tableau des versions : tvOS 18.x                                                      | Tableau des versions : tvOS 18.x | Tableau des versions : tvOS 18.x | Tableau des versions : tvOS 18.x |
| ------------------------------------------------------------------------------------- | -------------------------------- | -------------------------------- | -------------------------------- |
| \| Famille des Apple TV : - HD - 4K (1re génération, 2e génération, 3e génération) \| |                                  |                                  |                                  |
| Version de tvOS                                                                       | Build                            | Date de sortie                   | Fonctionnalités                  |
| 18.0                                                                                  | 22J357                           | le 16 septembre 2024             |                                  |
| 18.1                                                                                  | 22J580                           | le 28 octobre 2024               |                                  |
| 18.2                                                                                  | 22K155                           | le 11 décembre 2024              |                                  |
| 18.2.1                                                                                | 22K160                           | le 16 janvier 2025               |                                  |
| 18.3                                                                                  | 22K557                           | le 27 janvier 2025               |                                  |
| 18.3.1                                                                                | 22K561                           | le 11 mars 2025                  | seulement pour 4K 3e gen         |
| 18.4                                                                                  | 22L254                           | le 31 mars 2025                  |                                  |
| 18.4.1                                                                                | 22L261                           | le 16 avril 2025                 |                                  |
| 18.5                                                                                  | 22L572                           | le 12 mai 2025                   |                                  |
| 18.6                                                                                  | 22M84                            | le 29 juillet 2025               |                                  |
| Famille des Apple TV : - HD - 4K (1re génération, 2e génération, 3e génération)       |                                  |                                  |                                  |

### tvOS 26
| Tableau des versions : tvOS 26.x                                                      | Tableau des versions : tvOS 26.x | Tableau des versions : tvOS 26.x | Tableau des versions : tvOS 26.x |
| ------------------------------------------------------------------------------------- | -------------------------------- | -------------------------------- | -------------------------------- |
| \| Famille des Apple TV : - HD - 4K (1re génération, 2e génération, 3e génération) \| |                                  |                                  |                                  |
| Version de tvOS                                                                       | Build                            | Date de sortie                   | Fonctionnalités                  |
| 26.0 bêta 4                                                                           | 23J5316g                         | le 29 juillet 2025               |                                  |
| Famille des Apple TV : - HD - 4K (1re génération, 2e génération, 3e génération)       |                                  |                                  |                                  |